# Hans-Joachim Marseille

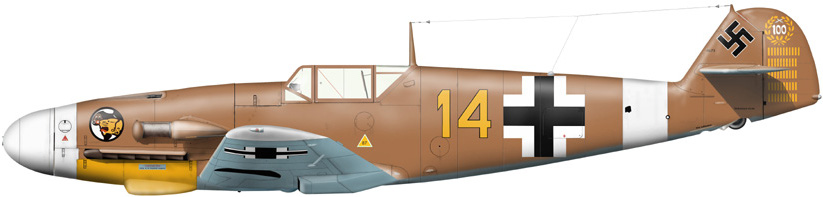
Messerschmitt Bf 109 kapitana Marseille; wrzesień 1942.

Hans-Joachim Walter Rudolf Siegfried Marseille (ur. 13 grudnia 1919 w Berlinie, zm. 30 września 1942) – niemiecki pilot, as myśliwski podczas II wojny światowej ze 158 zestrzelonymi samolotami w czasie 388 lotów bojowych. Znany pod przydomkiem Gwiazda Afryki i Pustynny Orzeł.

## Życiorys
Hans-Joachim Marseille urodził się w Berlinie w rodzinie o korzeniach francuskich (jego przodkowie uciekli z Francji podczas prześladowania hugenotów).
W listopadzie 1938 wstąpił ochotniczo w szeregi niemieckiej Luftwaffe. W listopadzie 1939 ukończył kurs pilotów myśliwskich. W sierpniu 1940 skierowany do 2. pułku szkolnego, który stacjonował nad kanałem la Manche. W październiku przeniesiony do 4. dywizjonu 52. JG.
Podczas II wojny światowej uczestnik bitwy o Anglię, podczas której zestrzelił siedem nieprzyjacielskich samolotów (wszystkie stanowiły samoloty Spitfire) i sam był zestrzelony czterokrotnie, walk lotniczych na Bałkanach i w Afryce Północnej. Autor 158 zwycięstw powietrznych, które osiągnął przede wszystkim podczas walk w Afryce, latając na myśliwcu Messerschmitt Bf 109, głównie na wersjach E i F.
Największe sukcesy odniósł latając na Bf 109 F-4/Trop z żółtą „14" na boku w czasie walk w Afryce Północnej.
Początkowo latał w I/LG2, ale za niesubordynację (odmawiał atakowania cywilnych celów) przeniesiono go do 4 Gruppe 52 Jagdgeschwader (4/JG52 – 4 dywizjonu 52 pułku myśliwskiego). Był też karany za inne „niesubordynacje” (pijaństwo i towarzystwo kobiet), za które ostatecznie przeniesiono go do I dywizjonu 27 pułku myśliwskiego w Döberitz pod Berlinem. Pułkiem dowodził Edu Neumann. W kwietniu 1941 wraz z pułkiem skierowany do Afryki Północnej jako powietrzne wsparcie Afrika Korps feldmarszałka Erwina Rommla.
Był jednym z najmłodszych kapitanów w niemieckich siłach powietrznych. Osiągnął mistrzostwo w zakresie pilotażu, co przy świetnej orientacji w przestrzeni skutkowało ilością zestrzeleń. Zużywał średnio 15 pocisków na jedno zwycięstwo.
1 września 1942 wsławił się zestrzeleniem 17 samolotów brytyjskich, jednak okazało się, że tego dnia lotnictwo brytyjskie utraciło tylko 15 samolotów. Za wspomniane osiągnięcie otrzymał awans do stopnia kapitana, a dwa dni później: Brylanty do Krzyża Rycerskiego z okazji 125. zwycięstwa.
30 września 1942 podczas powrotu z lotu bojowego nad Egiptem zawiódł silnik w jego samolocie. W trakcie opuszczania maszyny Jochen (jak nazywali go towarzysze), uderzył w statecznik pionowy samolotu. Spowodowało to jego natychmiastową śmierć lub utratę przytomności, wskutek czego nie otworzył spadochronu. Został pochowany na miejscu upadku. Nad miejscem spoczynku, 7 km na południe od Sidi Barani, stoi niewielki pomnik w formie piramidy z epitafium „Niepokonany".
Odbył 382 loty bojowe, zestrzeliwując 158 samolotów (wszystkie na froncie zachodnim, co daje mu pierwsze miejsce wśród ilości zwycięstw na tym teatrze działań); były wśród nich maszyny brytyjskie, australijskie, kanadyjskie, nowozelandzkie i południowoafrykańskie oraz prawdopodobnie francuskie z sił Wolnej Francji w Afryce.
Wielokrotnie odznaczony, w tym jako jeden z czterech niemieckich pilotów: Krzyżem Rycerskim z Liśćmi Dębu, Mieczami i Brylantami.
Adolf Galland nazywał go wirtuozem wśród pilotów myśliwskich.

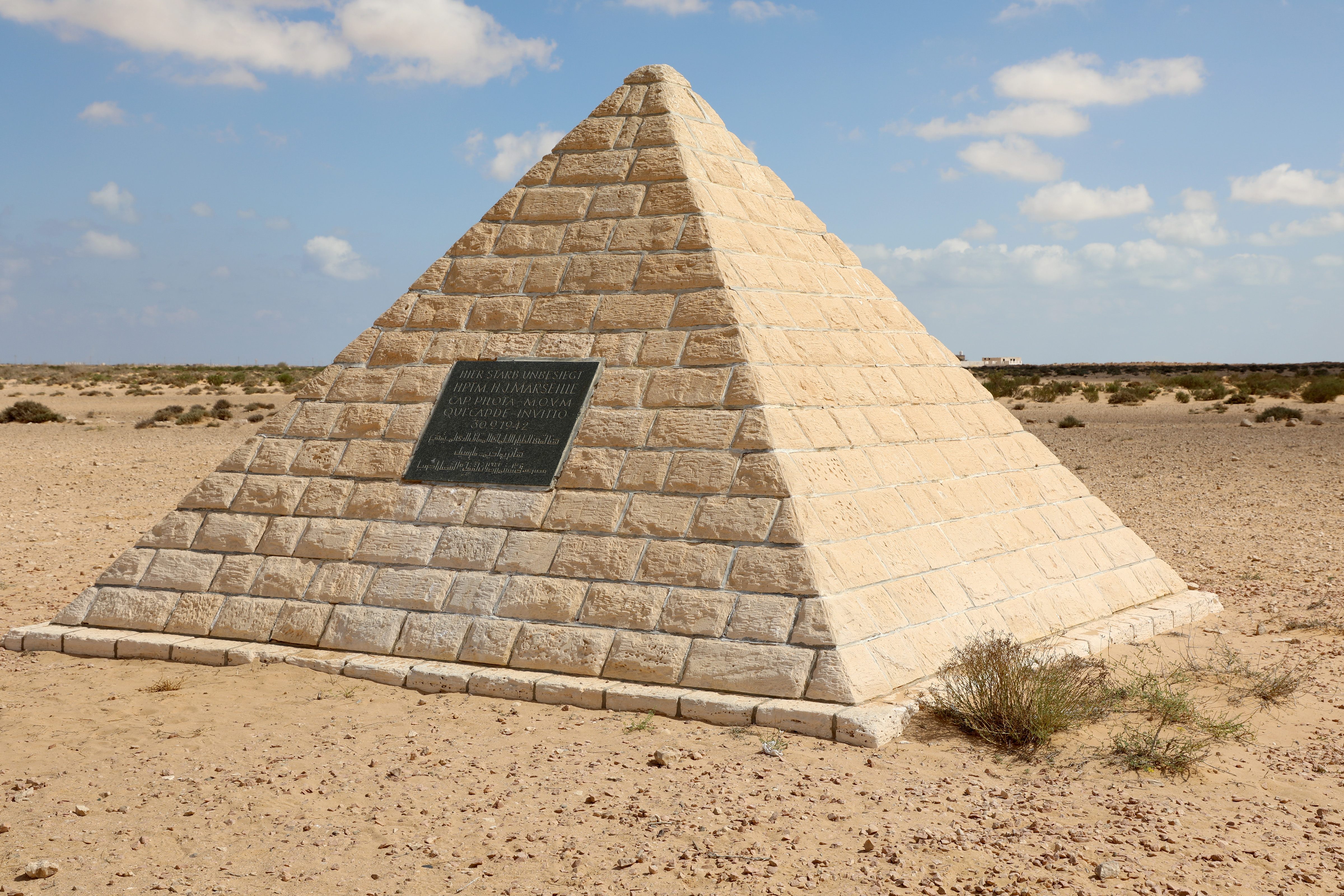
Piramida upamiętniająca miejsce upadku w okolicy Sidi Abd el-Rahman

## Awanse
- lotnik – 7 listopada 1938
- podchorąży – 13 marca 1939
- podchorąży-starszy szeregowy – 1 maja 1939
- podchorąży-kapral – 1 lipca 1939
- chorąży – 1 listopada 1939
- starszy chorąży – 1 marca 1941
- podporucznik – 1 kwietnia 1941
- porucznik – 1 kwietnia 1942
- kapitan – 1 września 1942

## Ordery i odznaczenia
- Krzyż Rycerski Krzyża Żelaznego z Liśćmi Dębu, Mieczami i Brylantami
  - Krzyż Rycerski – 22 lutego 1942
  - Liście Dębu (nr 97) – 6 czerwca 1942
  - Miecze (nr 12) – 18 czerwca 1942
  - Brylanty (nr 4) – 3 września 1942
- Krzyż Niemiecki w Złocie – 24 listopada 1941
- Krzyż Żelazny I Klasy – 17 września 1940
- Krzyż Żelazny II Klasy – 9 września 1940
- Puchar Honorowy Luftwaffe
- Złota odznaka pilota frontowego Luftwaffe z liczbą "300"
- Złota odznaka pilota-obserwatora Luftwaffe z Brylantami
- Wstęga Naramienna Afrika
- Kordzik Honorowy Armii (Ehrendolch des Heeres)
- Złoty Medal za Męstwo Wojskowe – Włochy, 18 sierpnia 1942
- włoska Odznaka Pilota